# Cauratettix gracilis
Cauratettix gracilis är en insektsart som beskrevs av Roberts 1937. Cauratettix gracilis ingår i släktet Cauratettix och familjen gräshoppor. Inga underarter finns listade i Catalogue of Life.